# Mândrești, Galați
Mândrești este un sat în comuna Valea Mărului din județul Galați, Moldova, România. Pâna la ultima împățirire administrativă a fost comună.
Satul este asezat pe valea râului Gerului care curge de la nord la sud, pârâu care iși are izvorul la nord de sat, într-un loc denumit Mândra. Numele satului este  de la Ivan Mândru, capitanul lui Ștefan cel Mare.
Satul are o biserică cu hramul Sfânta Parascheva, ctitorită de preotul Strat, originar din satul Smulți. Sub oblăduirea preotului Gh. N. Gafton s-a montat pe zidul bisericii Sf. Parascheva o placă comemorativă cu eroii căzuți în Primul Război Mondial, placă care astăzi este depusă în curtea școlii din sat. La nord de sat se găsește o mare padure de salcâmi. La răsărit, pe dealul numit Răzeșie, aproape de Macișeni se găseste o pădure in care primăvara înflorește bujorul românesc, plantă monument al naturii. 
Până la revoluția din 1989, satul avea poate ce mai mare livadă de meri din judetul Galați dar care a dispărut. Tot până la revoluție, la sud și la sud-vest de sat se găseau plantații de vie nobilă pe o suprafață de cca 800 ha, care, după ce s-au împartit celor care aveau dreptul la pământ, au cam dispărut.
Vecini: la nord comuna Smulți, la răsărit satul Măcișeni, la sud Valea Mărului iar, la vest com. Matca și com. Corod.
99% din locuitori sunt ortodocși, în general oameni cu frica lui Dumnezeu care au avut parte de un preot  Patrichi, care i-a păstorit peste 60 de ani și al cărui har era apreciat și de oamenii din satele învecinate astăzi înmormantat lângă biserica din Mândrești.
Școala din Mândrești care funcționează într-un local relativ nou, este tot mai puțin frecventată din cauză că ponderea populației tinere a scăzut. O mare parte a tinerilor a plecat la muncă in Italia de altfel o caracteristică a zonei, dar cu beneficii pentru sat. Astăzi, producția agricolă s-a relansat, dar aproape jumatate din case sunt goale iar perspectiva este sumbră în sensul că tot mai mulți bătrâni ne părăsesc, iar în locul lor nu se întoarce altcineva.